# Скунда австралійська
Скунда австралійська (Grallina cyanoleuca) — вид горобцеподібних птахів родини монархових (Monarchidae). Мешкає в Австралії.

## Опис

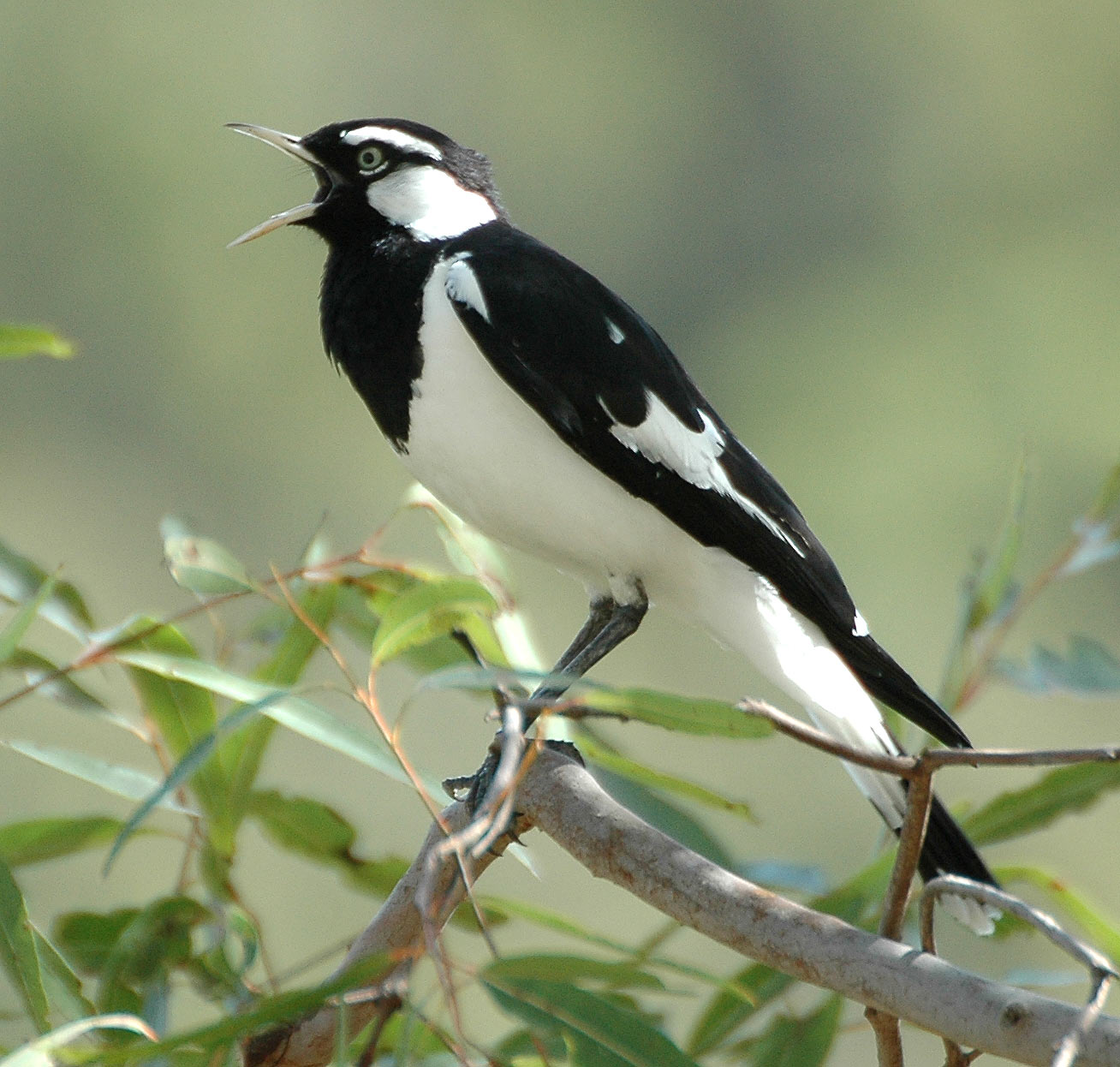
Самець австралійської скунди

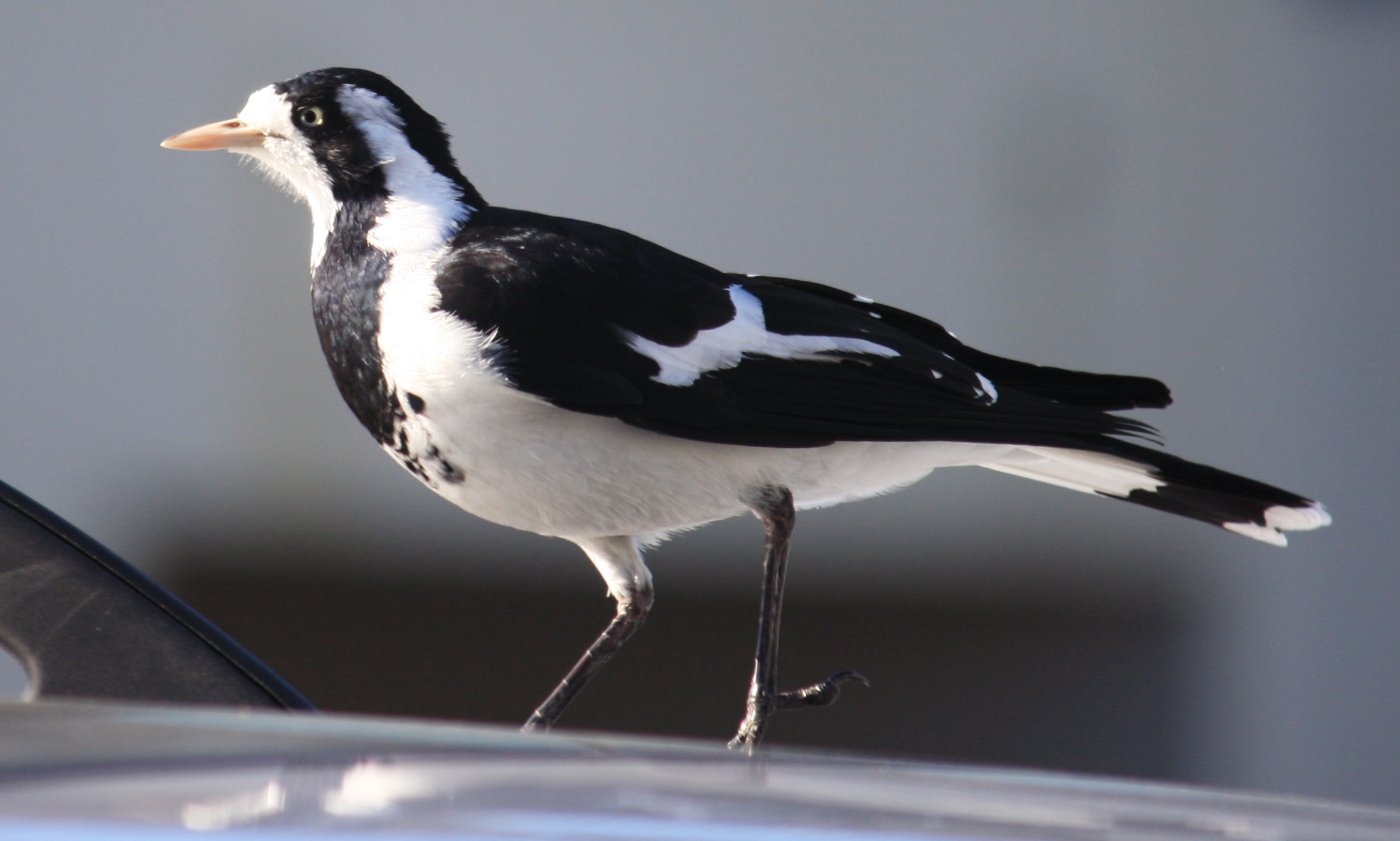
Самиця австралійської скунди

Довжина птаха становить 24-30 см, самці важать 63,9-118 г, самиці 70-94,5 г. Забарвлення строкате, чорно-біле, нижня частина тіла біла. У самиць горло біле, у самців горло чорне, над очима білі "брови". У молодих птахів горло біле, як у самиць, а над очима білі "брови", як у самців.

## Підвиди
Виділяють два підвиди:
- G. c. cyanoleuca (Latham, 1801) — Австралія (за винятком півночі);
- G. c. neglecta Mathews, 1912 — північ Австралії (від північного сходу Західної Австралії до північного сходу Квінсленду), крайній південь Нової Гвінеї (Транс-Флай).

## Поширення і екологія
Австралійські скунди поширені майже на всій території Австралії, за винятком Тасманії і деяких пустель в центрі континенту, а також на півдні Нової Гвінеї і на острови Тимор. У 1924 році вони були інтродуковані на остроів Лорд-Гав. Також були спроби інтродукувати цей вид у Новій Зеландії.
Австралійські скунди живуть у різноманітних природних середовищах. Зазвичай вони зустрічаються в саванах, на відкритих рівнинах і в рідколіссях, поблизу водойм, уникають густих тропічних лісів, пустель і гір висотою понад 1000 м над рівнем моря. Під час негніздового періоду вони зустрічаються зграйками до 8 птахів. Іноді вони приєднуються до змішаних зграй птахів разом з великими сорочицями, білолобими цокалками і австралійськими ібісами.
Австралійським скундам необхідна вода, глина, з якої вони будують гнізда, кілька високих дерев, на яких вони розміщують гнізда і відпочивають, а також відкрита земля, на якій вони шукають їжу. З розширення площі сільськогосподарських угідь на початку XX століття ареал австралійських скунд розширився і ці птахи змогли заселити північний захід Південної Австралії і південний захід Західної Австралії.
Окремі популяції австралійських скунд демонструють різну міграційну поведінку в залежності від географічного поширення. У Південній Австралії дорослі австралійські скунди ведуть переважно осілий спосіб життя, займаючи одну територію протягом всього року. З іншої сторони, молоді птахи, які ще не досягли статевої зрілості формують зграї, що кочують по великій території. На півночі континенту австралійські скунди є перелітними і кочовими птахами та мігрують у прибережні райони під час сезонів посухи.

## Поведінка
Австралійські скунди живляться переважно безхребетними, зокрема дрібними комахами та їх личинками. Крім того, вони їдять дрібних хребетних і начсінням трав. Птахи шукають їжу на землі, іноді на деревах або ловлять в польоті. Австралійські скунди — моногамні птахи, вони утворюють пари на все життя. Їхні гніздо мають чашоподібну форму, робляться з трави, скріпленої глиною, встелюються травою, пір'ям і шерстю, розміщується на горизонтальній гілці над водою. Початок сезону розмноження різниться в залежності від регіону. На півдні Австралії він триває з серпня по лютий, в посушливих районах птахи розмножаються протягом всього року. В кладці від 3 до 5 яєць. Інкубаційний період триває 18 днів, пташенята покидають гніздо через 3 тижні після вилуплення. Насиджують і доглядають за пташенятами і самиці, і самці. Якщо дозволяють умови, за сезон може вилупитися кілька виводків.
Австралійські скунди є одними з приблизно 200 видів птахів, які співають дуетом. Кожен партнер відтворює одну ноту в секунду, однак з інтервалом у пів секунди, через що складно зрозуміти, що насправді співає два птаха.